# Казель, Раймон
Раймон Казель (фр. Raymond Cazelles, 23 июля 1917 — 2 января 1985) — французский писатель и историк, доктор филологических наук.

## Биография
Выпускник Национальной школы хартий (окончил в 1945 или 1946). В 1958 году получил первую премию Гобера за докторскую диссертацию, а в 1973 году — премию Бергера за работу «История Парижа с XIII по XIV век» (Histoire de Paris aux XIIIe et XIVe siècles). Лауреат премии Broquette-Gonin в области литературы (24 parapoèmes, 1975). Работал куратором Музея Конде в Шантийи с 1971 по 1983 год. Член-корреспондент Академии надписей и изящной словесности (1978).

## Работы
- La Société politique et la crise de la royauté sous Philippe de Valois, 1958
- La rivalité commerciale de Paris et de Rouen au Moyen Âge. Compagnie française et compagnie normande. Librairie d’Argences, Paris 1971.
- Nouvelle histoire de Paris: De la fin du règne de Philippe Auguste à la mort de Charles V (1223—1380), 1972
- Chantilly: Miracle des eaux, Alpina, 1975, 63 S. (ISBN 978-2-7000-0134-1)
- Société politique, noblesse et couronne sous Jean le Bon et Charles V, 1982
- Le Duc d’Aumale: Prince au dix visages, Tallandier, 1984, 490 S. (ISBN 2-235-01603-0)
- с Йоханнесом Ратхофером: Les Très Riches Heures du Duc de Berry, Luzern, Faksimile-Verlag, 1984, 416+435 S.
- с Йоханнесом Ратхофером (предисловие Умберто Эко): Les Très Riches Heures du Duc de Berry, Tournai, La Renaissance du Livre, 2003, 238 S. (ISBN 2-8046-0582-5).
- Etienne Marcel : La révolte de Paris, Jules Tallandier, 2006, 375 S. (ISBN 978-2-84734-361-8)

На русском
- Казель, Раймон. Иоанн Слепой. Граф Люксембурга, король Чехии / пер. с франц. М.Ю. Некрасова. — СПб.: Евразия, 2004. — 384 с. — (Clio Personalis). — 1500 экз. — ISBN 5-8071-0156-1.
- Казель Р., Ратхофер И. Роскошный часослов герцога Беррийского / Предисловие У. Эко. — М.: Белый город, 2002. — 248 с. — 2000 экз. — ISBN 5-7793-0495-5.

## Награды
- Grand Prix Gobert 1958
- Prix Berger 1973 für Histoire de Paris aux XIIIème et XIVème siècles.
- Prix Robert Christophe 1984 für Le Duc d’Aumale